# Ana Batinić
Ana Batinić (ur. 13 września 1983 w Bačkiej Palance) – serbska piłkarka ręczna, reprezentantka kraju. Obecnie występuje w duńskiej Toms Ligaen, w drużynie Aalborg DH. Gra na pozycji prawej rozgrywającej.

## Kariera
- Bačka Palanka
- Napredak Kruševac
- Ikast-Bording Elite Håndbold
- Slagelse DT
- FCK Håndbold
- Aalborg DH

Sukcesy
- Liga Mistrzyń: (2007)
- Mistrzostwo Danii: (2007)
- Brązowy medal mistrzostw Danii: (2009)
- Puchar Zdobywców Pucharów: (2009)